# انتشارات فاطمی
انتشارات فاطمی یکی از ناشران کتاب‌های علمی و آموزشی است که از سال ۱۳۶۱ تاکنون چند صد عنوان کتاب و نشریهٔ علمی معتبر منتشر کرده‌است.

## حوزه‌های فعالیت
انتشارات فاطمی در چهار حوزه به شرح زیر فعالیت می‌کند:
- آموزش عالی (کاردانی، کارشناسی و کارشناسی ارشد)
- آموزش و پرورش (از پیش دبستانی تا پیش دانشگاهی)
- علمی-عمومی (زندگی‌نامهٔ دانشمندان، تاریخ و فلسفهٔ علم و علم به زبان ساده)
- کودکان و نوجوانان (ادبیات داستانی و کتاب‌های علمی و آموزشی)